# Justin Guarini
Justin Guarini, né le 28 octobre 1978 à Doylestown, Pennsylvanie, aux États-Unis, est un chanteur américain, finaliste de la première saison du télécrochet American Idol.

## Prestations lors d'American Idol
| Semaine | Thème                        | Chanson                                             | Artiste                                   | Ordre | Résultat  |
| ------- | ---------------------------- | --------------------------------------------------- | ----------------------------------------- | ----- | --------- |
| Top 30  | Semifinal Group 2            | Ribbon in the Sky                                   | Stevie Wonder                             | 10    | Advanced  |
| Top 10  | Motown                       | For Once in My Life                                 | Stevie Wonder                             | 6     | Safe      |
| Top 8   | 1960s                        | Sunny                                               | Bobby Hebb                                | 7     | Safe      |
| Top 7   | 1970s                        | Someday We'll All Be Free                           | Donny Hathaway                            | 4     | Bottom 2  |
| Top 6   | Big Band                     | Route 66                                            | Nat King Cole                             | 2     | Safe      |
| Top 5   | Burt Bacharach Love Songs    | The Look of Love                                    | Dusty Springfield                         | 4     | Safe      |
| Top 4   | 1980s 1990s                  | P.Y.T. (Pretty Young Thing) Get Here                | Michael Jackson Oleta Adams               | 4 8   | Safe      |
| Top 3   | Idol's Choice Judges' Choice | Let's Stay Together Don't Let the Sun Go Down on Me | Al Green Elton John                       | 2 5   | Safe      |
| Top 2   | Finale                       | Before Your Love Get Here A Moment Like This        | Justin Guarini Oleta Adams Justin Guarini | 1 3 5 | Runner-Up |

## Discographie

### Albums

#### Albums studio
| Année                                   | Album                                                                                        | Classement | Certifications (sales threshold) |
| Année                                   | Album                                                                                        | US         | Certifications (sales threshold) |
| --------------------------------------- | -------------------------------------------------------------------------------------------- | ---------- | -------------------------------- |
| 1999                                    | The Midnight Voices - As lead vocalist - Released: 1999                                      | —          | - US sales: N/A                  |
| 2003                                    | Justin Guarini - Released: June 10, 2003 - Label: RCA Records                                | 20         | - US sales:146,000               |
| 2005                                    | Stranger Things Have Happened - Released: December, 2005 - Label: Justice Entertainment, Ltd | —          | - US sales: N/A                  |
| "—" denotes releases that did not chart |                                                                                              |            |                                  |

#### Autres
- Foreign Shores by David Hughes (July 2007) (featured vocalist)

### EPs
- Revolve (Acoustic) (May 2008)